# 科倫比亞拉
12°57′43″S 60°52′12″W / 12.96194°S 60.87000°W

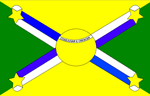
巴西隆多尼亚州科伦比亚拉市市旗

科倫比亞拉（葡萄牙語：Corumbiara），是巴西的城鎮，位於該國西北部，由朗多尼亞州負責管轄，始建於1992年2月13日，面積3,060平方公里，海拔高度340米，2010年人口8,802，人口密度每平方公里2.88人。